# ميليسيا
ميليسيا (Μελίσσια) هي مدينة في إقليم أتيكا في اليونان.